# Bryostroma bryi
Bryostroma bryi är en svampart som beskrevs av Döbbeler 1982. Bryostroma bryi ingår i släktet Bryostroma, klassen Dothideomycetes, divisionen sporsäcksvampar och riket svampar.   Inga underarter finns listade i Catalogue of Life.